# Münchner Verkehrs- und Tarifverbund

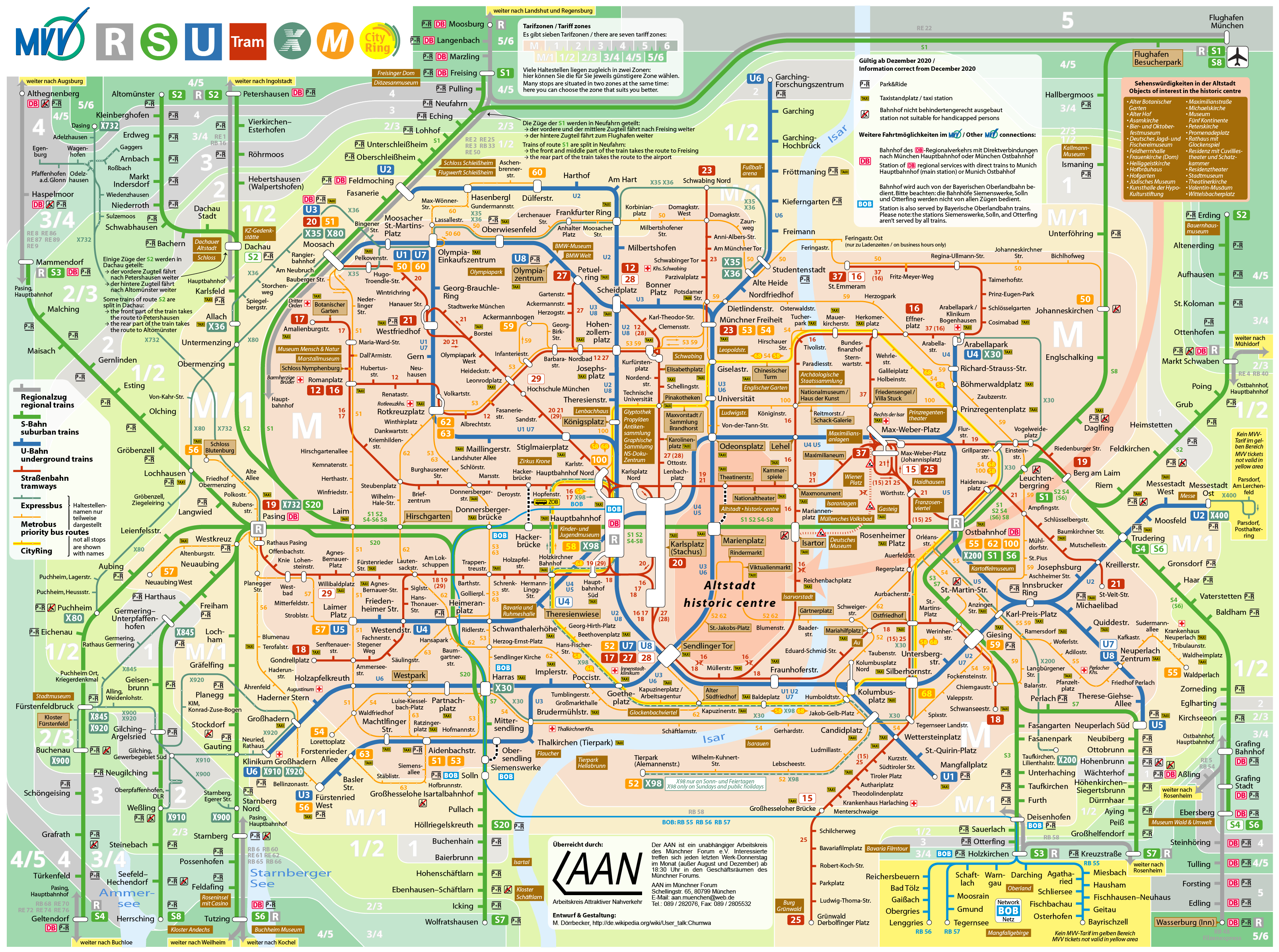
Das Netz des MVV vor dem 10. Dezember 2023

Die Münchner Verkehrs- und Tarifverbund GmbH (MVV, eigene Schreibweise Münchner VerkehrsVerbund) koordiniert die Zusammenarbeit der im Verbund beteiligten Verkehrsunternehmen (Straßenbahnen, Busse, U-Bahnen, S-Bahnen und Regionalzüge) in der bayerischen Landeshauptstadt München, den umliegenden Landkreisen Bad Tölz-Wolfratshausen, Dachau, Ebersberg, Erding, Freising, Fürstenfeldbruck, Landsberg am Lech, Miesbach, München, Rosenheim, Starnberg und Weilheim-Schongau sowie der kreisfreien Stadt Rosenheim. Zu den wichtigsten Aufgaben des MVV gehören die Verkehrsplanung, die Tarifierung und die Kundeninformation.
Im Jahr 2019 beförderten die Verkehrsunternehmen im MVV knapp 737 Millionen Fahrgäste, die rund 7,5 Milliarden Personenkilometer zurücklegten.

## Geschichte

Entwicklung der Fahrgastzahlen des MVV von 1996 bis 2013

Schon in den 1950er Jahren wurden in München angesichts des immer stärker zunehmenden Individualverkehrs Forderungen nach einem leistungsstarken öffentlichen Personennahverkehr laut. Als nach Abschluss der Finanzierungsverhandlungen 1965 mit dem Bau der U-Bahn München und 1967 mit dem Bau der S-Bahn München begonnen wurde, musste ein einheitliches Tarifsystem für alle Verkehrsmittel geschaffen werden, außerdem standen die Olympischen Sommerspiele 1972 an. Ein halbes Jahr vor Aufnahme des U-Bahn-Betriebs waren strittige Fragen zur Finanzierung und der Verteilung der Einnahmen geklärt und es konnte das Vertragswerk unterzeichnet werden.
- 5. April 1971: Die MVV GmbH wurde durch die Deutsche Bundesbahn und die Landeshauptstadt München gegründet (mit jeweils einem Anteil von 50 %). Für München unterzeichnete der Oberbürgermeister Hans-Jochen Vogel den Vertrag und wird Aufsichtsrats-Vorsitzender. Der Freistaat Bayern und die umliegenden Landkreise sind im Aufsichtsrat vertreten.
- 1. Juni 1971: Der MVV begann seine Tätigkeit
- 28. Mai 1972: Beginn des Verbundverkehrs in München. Integration der S-Bahn (13 Vorortzugverbindungen), U-Bahn (12 km Netzlänge), Straßenbahn (125 km Netzlänge), Omnibus (276 km Netzlänge) sowie „Überlandbuslinien“ der Deutschen Bundesbahn und der Deutschen Bundespost zu einem einheitlichen Netz. Der erste Verbundfahrplan tritt in Kraft.
- 25. August 1995: Gründung der Bayerischen Eisenbahngesellschaft (BEG) durch den Freistaat Bayern. Die BEG trat nun als Bestellerin der Nahverkehrsleistungen gegenüber der Deutschen Bahn auf.
- 30. April 1996: Umstrukturierung im Zuge der Bahnreform. Gesellschafter wurden der Freistaat Bayern und kommunale Gebietskörperschaften. Der Bund, bisher Rechtsträger der Deutschen Bundesbahn, schied aus; die Landeshauptstadt München war nicht mehr als Träger der Stadtwerke München, sondern als Bestellerin von Zugleistungen vertreten. Die Verkehrsunternehmen formieren sich im MVV-AV e. V.
- Seit 1997 besitzt der MVV einen Fahrgastbeirat.[6]
- 29. November 1998: Betriebsaufnahme der Bayerischen Oberlandbahn, bis Holzkirchen im MVV.
- 27. Juni 2001: Gründung der Münchner Verkehrsgesellschaft (MVG) als Tochtergesellschaft der Stadtwerke München. Sie übernahm von den Stadtwerke München Verkehrsbetriebe den Betrieb von U-Bahn, Stadtbus und Tram im MVV. Zeitgleich lösten sich die Stadtwerke München Verkehrsbetriebe auf.

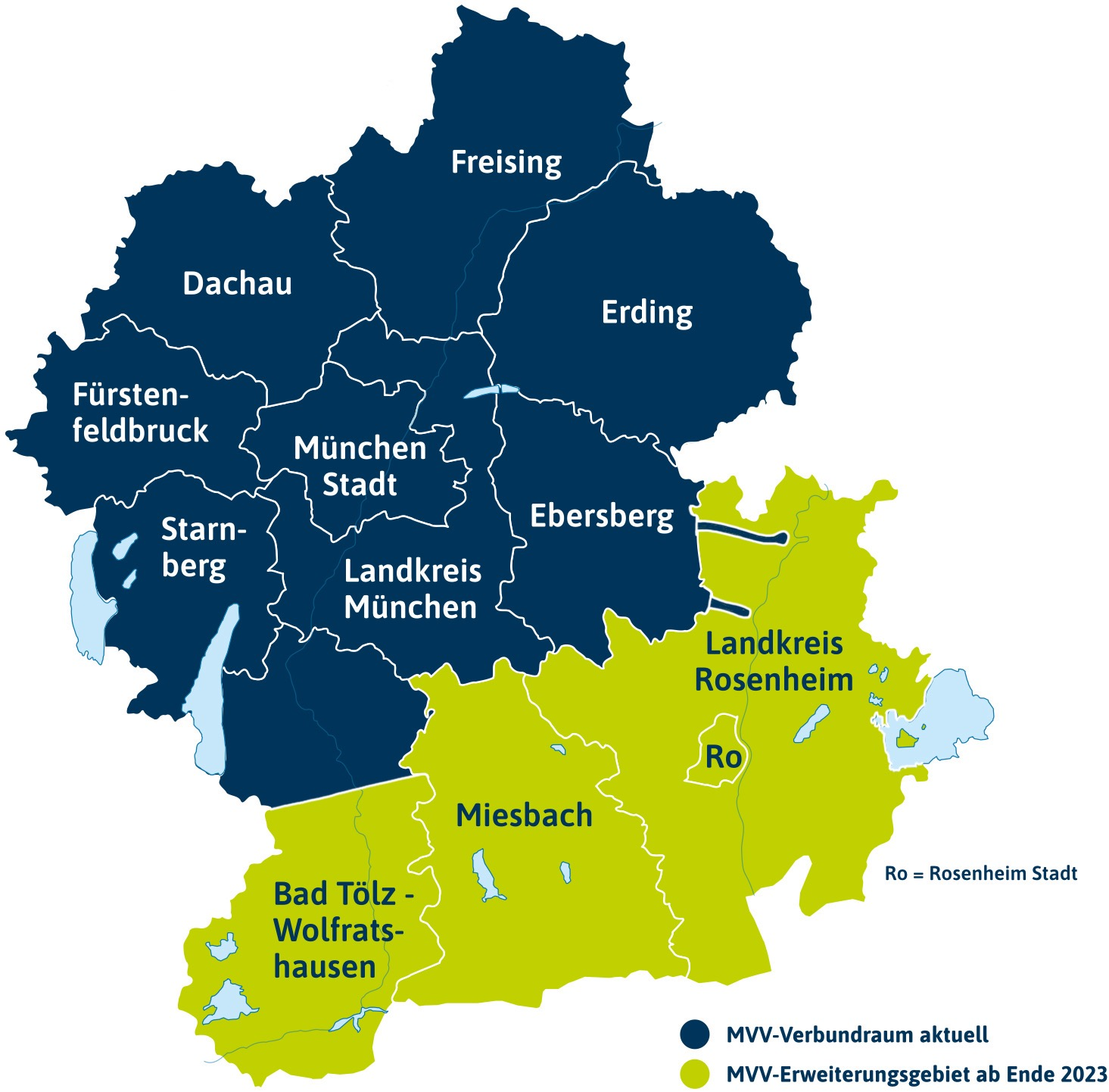
Blau: Das Gebiet des MVV vom 13. Dezember 2015 (Netzerweiterung um Wasserburg a.Inn und Rott a.Inn) Grün: Erweiterung zum 10. Dezember 2023

- 13. Dezember 2015: Erstmals seit 1992 wird wieder eine Schienenverkehrsstrecke in den MVV integriert und der Landkreis Rosenheim teilweise eingebunden. Die Strecke des sogenannten Filzenexpress zwischen Haltepunkt Tulling und Wasserburg (Inn) Bahnhof in den Ringen 13 bis 15 kommt hinzu (heute Zone 5).[7]
- Im Rahmen einer im Januar 2020 gestarteten Studie zur Erweiterung des Verbundgebietes sollen die Grundlagen für einen möglichen Betritt von weiteren Landkreisen und kreisfreien Städten ermittelt werden. Die Untersuchung umfasst die Landkreise Miesbach, Bad Tölz-Wolfratshausen (südlicher Teil), Weilheim-Schongau, Garmisch-Partenkirchen, Landsberg, Landshut, Mühldorf und Rosenheim sowie die kreisfreien Städte Rosenheim und Landshut.[8]
- Als letzter Verkehrsverbund Deutschlands veröffentlichte der MVV bis 2022, der 50. Ausgabe, einen Gesamtfahrplan in gedruckter Fassung. Als Begründung für die Einstellung gab der MVV an, dass die bereits zu dem Zeitpunkt vorgesehene Erweiterung des MVV-Gebiets das Buch unhandlich gemacht hätte, während die Nachfrage ohnehin gesunken und die Druckkosten gestiegen seien.[9]
- Zum Fahrplanwechsel am 10. Dezember 2023 traten die kreisfreie Stadt Rosenheim[10] und die Landkreise Rosenheim,[11] Bad Tölz-Wolfratshausen[12] und Miesbach[11] dem MVV bei. Der Rosenheimer Kreistag stimmte dem entsprechenden Beschluss am 15. Februar 2023 zu,[13] die Kreistage in Miesbach und Bad Tölz am 23.[14] bzw. 27. Februar 2023[15] und der Stadtrat Rosenheim am 1. März 2023.[10]
- Zum 15. Dezember 2024 wurde die Bahnstrecke München-Mühldorf bis Dorfen in den MVV-Tarif integriert.[16]
- Zum 1. Januar 2025 traten die Landkreise Landsberg am Lech und Weilheim-Schongau dem MVV bei.[17]
- Zum 1. Januar 2026 wird nach einstimmigem Beschluss des Kreisrats Garmisch-Partenkirchen auch dieser Landkreis dem MVV beitreten.[18] Ebenso tritt die Stadt und der Landkreis Landshut sowie der Landkreis Mühldorf dem Verbund bei.[19][20] Die MVV-Geselschafterversammlung stimmte am 3. Juli 2025 zu.[21]
- 2024 begannen Verhandlungen zu einem „Zusammenschluss“[22] mit dem Augsburger Verkehrs- und Tarifverbund (AVV) mit dem Ziel einer Vereinfachung und Angleichung des Tarifsystems und Nutzung von Synergiepotenzial. Die Kooperation könnte Ende 2026 mit einer Übergangskonstruktion beginnen.[23][24]

## Logo
Der Münchner Verkehrs- und Tarifverbund änderte während seines Bestehens, von Varianten abgesehen, zweimal das Logo. Das ursprüngliche Logo zeigte in hellblauer Farbe ein Netz, wobei der Schriftzug MVV nicht immer abgebildet wurde. Dies änderte sich am 1. Februar 1996, als der MVV sein Logo durch einen dunkelblauen MVV-Schriftzug änderte, wobei das letzte „V“ als Häkchen dargestellt und, ergänzend zur blauen Schrift, von einem grünen Kreis umrahmt wurde, der auf Höhe des Schriftzugs offen war. Später führte der MVV eine Logo-Alternative mit Symbolen unter dem Schriftzug, die sie für die Verkehrsmittel S-Bahn (S), U-Bahn (U), Bus, Straßenbahn (Tram) sowie Regionalbahn (R) standen, ein. Zum 50-jährigen Bestehen führte der MVV zum Fahrplanwechsel am 11. Dezember 2022 ein neues Logo mit zwei Varianten ein. Neben dem erneut blauen MVV-Schriftzug bezeichnet sich das Unternehmen in einer Alternative auch als Münchner VerkehrsVerbund. Links vom Logo ist ein Signet, das im Zentrum einen grünen Punkt hat, der von einem in derselben Farbe nach unten links offenen Kreis umschlossen ist, der wiederum von einem im selben Blau wie das MVV-Logo umschlossenen Kreis umrundet ist. In Abbildungen mit den Schriftzügen ist das Signet zum Schriftzug hin offen. In Varianten ohne Schriftzug ist der Kreis geschlossen. Gemäß MVV steht der Punkt für den Fahrgast, der im Mittelpunkt steht, der innere Kreis für die Mobilitätsleistungen und der äußere Kreis für den MVV. Die Farben orientieren sich dabei am alten Design, wurden aber für einen stärkeren Kontrast und für Menschen mit Sehschwäche angepasst, wodurch die Lesbarkeit verbessert werden sollte.

Logos des MVV
Logo des MVV bis Januar 1996
Logo von Februar 1996 bis Dezember 2022 (Variante mit Verkehrsmittel-Symbolen von 2018 bis 2022)
Logo seit Dezember 2022

## Verbundgebiet

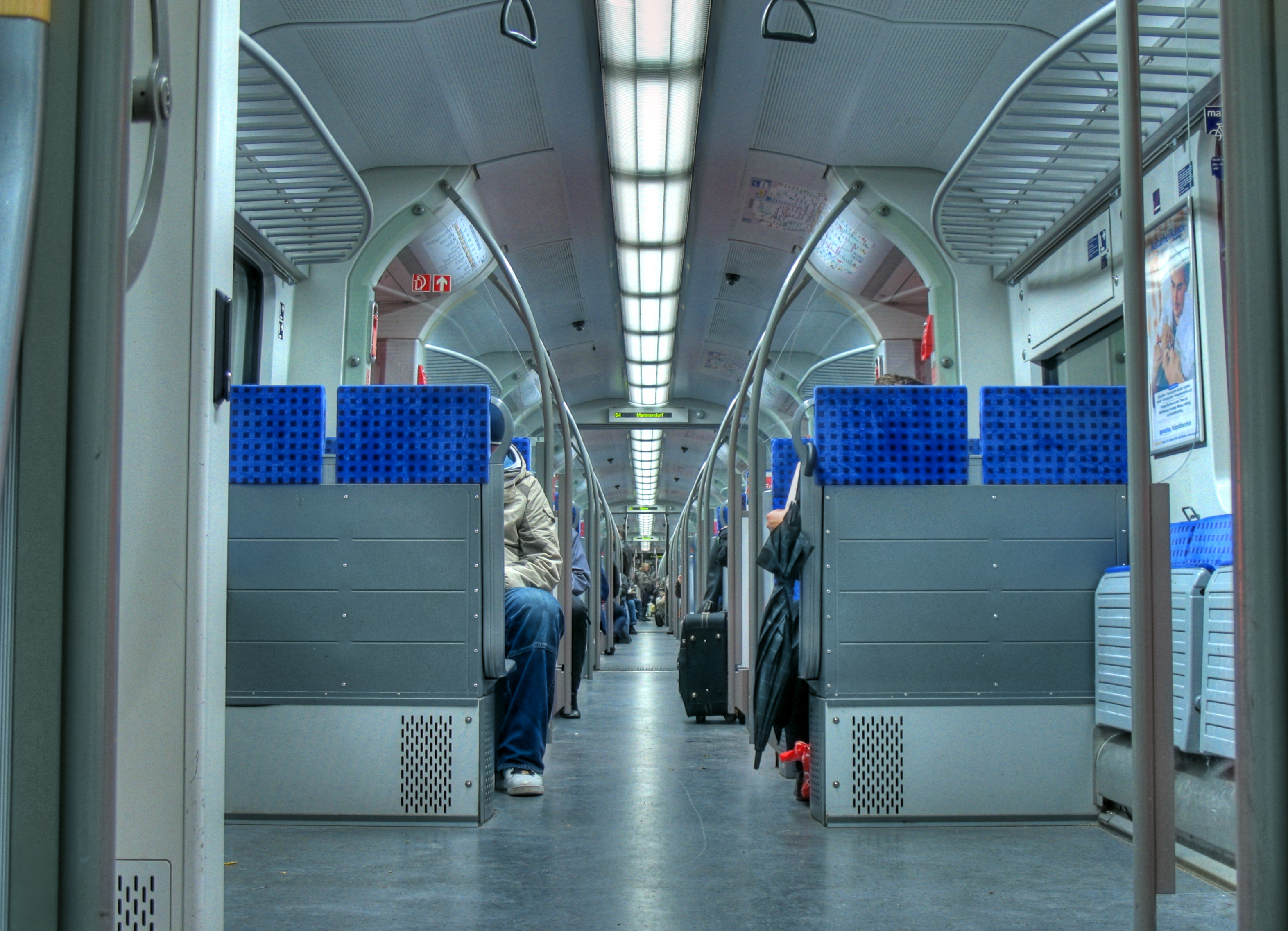
S-Bahn-Wagen

Das Verbundgebiet des MVV umfasst die Landeshauptstadt München, die Landkreise München, Bad Tölz-Wolfratshausen, Dachau, Ebersberg, Erding, Freising, Fürstenfeldbruck, Landsberg am Lech, Miesbach, Rosenheim, Starnberg und Weilheim-Schongau sowie der Landkreis Ostallgäu und die kreisfreie Stadt Rosenheim.
Ferner gilt der MVV-Tarif am Bahnhof Kufstein (Bezirk Kufstein in Österreich) sowie in den MVV-Buslinien in den Gemeinden Mainburg (Landkreis Kelheim), Jetzendorf, Reichertshausen, Schweitenkirchen (alle Landkreis Pfaffenhofen an der Ilm), Adelzhausen, Dasing, Ried (alle Landkreis Aichach-Friedberg), Buchbach (Landkreis Mühldorf am Inn) und Buch am Erlbach (Landkreis Landshut); hinzu kommt das Einzugsgebiet der beiden saisonal betriebenen BergBus-Linien, das zusätzlich die österreichische Gemeinde Thiersee und mehrere Gemeinden im Landkreis Ostallgäu umfasst.
Das Verbundgebiet umfasst eine Fläche von 9921 Quadratkilometern mit etwa 3,68 Millionen Einwohnern. Zum Gebiet gehört die gesamte Planungsregion München, dazu kommen Landkreise aus den Regionen Oberland und Südostoberbayern. Größte Städte sind neben der Metropole München die Städte Rosenheim, Freising, Dachau, Germering, Fürstenfeldbruck und Erding.

## Verkehrsmittel

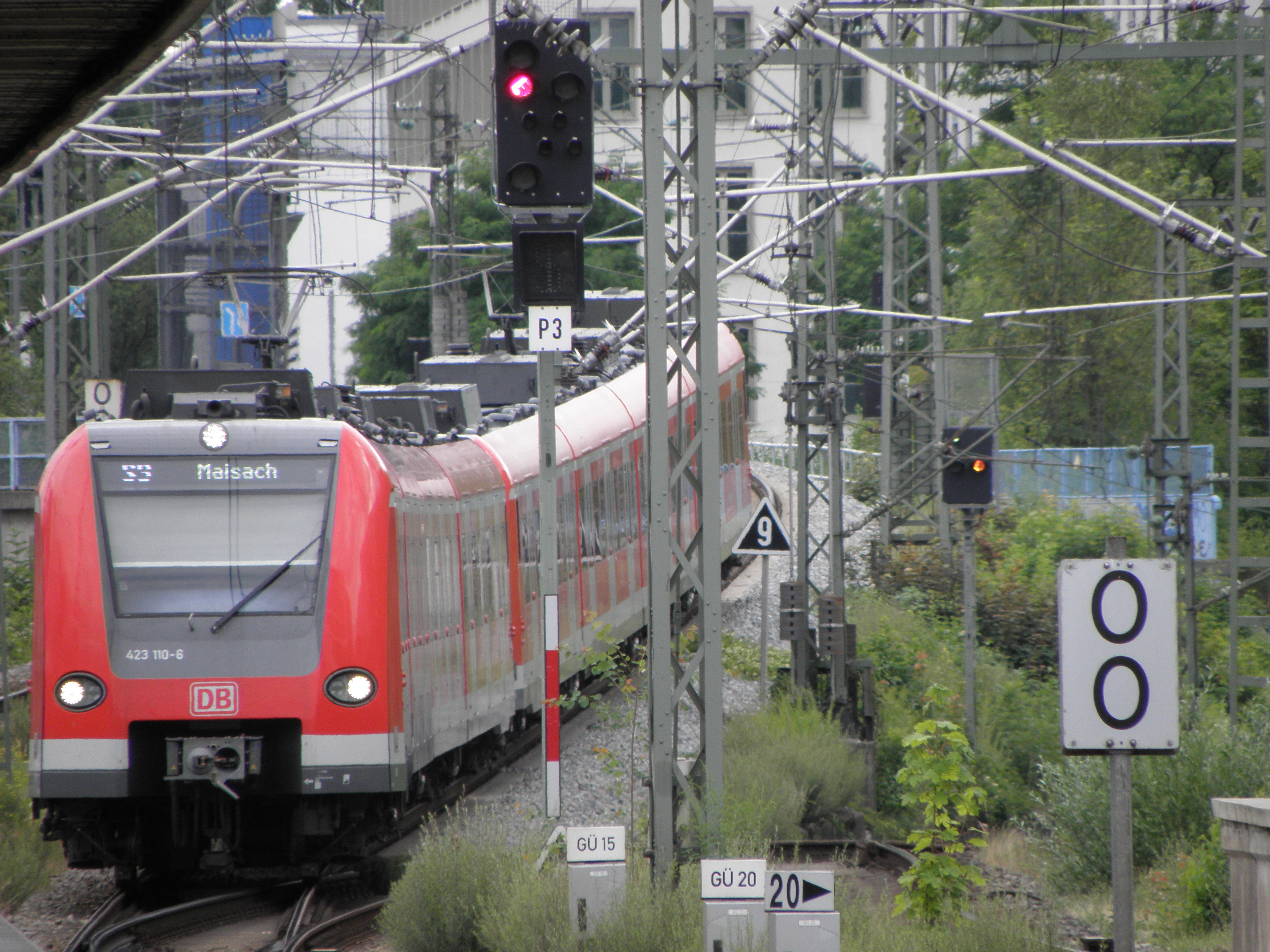
S-Bahn-Triebwagen der Baureihe 423

### S-Bahn
Das Münchner S-Bahn-Netz wird von der DB Regio betrieben, hat eine Länge von 441 km und reicht bis ins Münchner Umland hinaus. Auf 9 S-Bahn-Linien (wobei im Westen die Linie S1 ab Neufahrn und die S2 ab Dachau in je zwei Äste verzweigen) fahren 237 S-Bahn-Züge der Baureihe ET 423, 16 Züge der Baureihe ET 424 und 36 Züge der Baureihe ET 420. Die Anzahl der S-Bahnhöfe beträgt 150, davon sind acht Bahnhöfe unterirdisch gebaut. Pro Werktag befördert die S-Bahn München ca. 840.000 Fahrgäste.

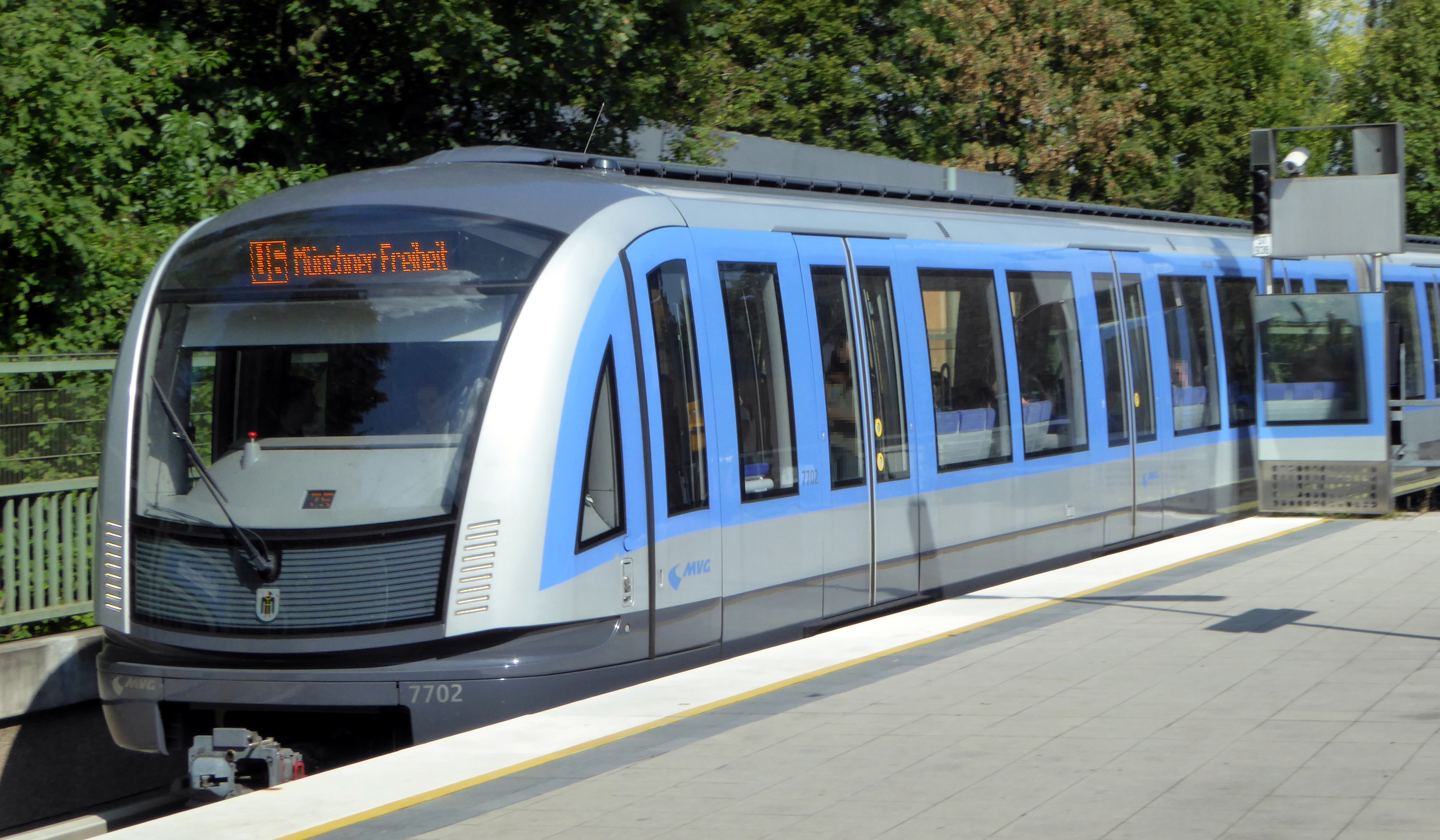
U-Bahn-Wagen Typ C2 an der Haltestelle Studentenstadt

### U-Bahn
Das Münchner U-Bahn-Netz wird von der Münchner Verkehrsgesellschaft (MVG) betrieben, die die Verkehrsleistungen von ihrer Muttergesellschaft Stadtwerke München einkauft. Auf 103,1 km Streckenlänge fahren 8 Linien 100 U-Bahnhöfe an. Dazu werden 562 Wagen (sechs Wagen bilden einen Langzug) der Baureihen A, B und C eingesetzt. Beschleunigung und Halt der Züge erfolgen in der Regel computergesteuert; die Pünktlichkeit beträgt nach Angaben der MVG 98 %.
Die einzige Linie, die den Stadtbereich verlässt, ist die U6, die in Garching endet.

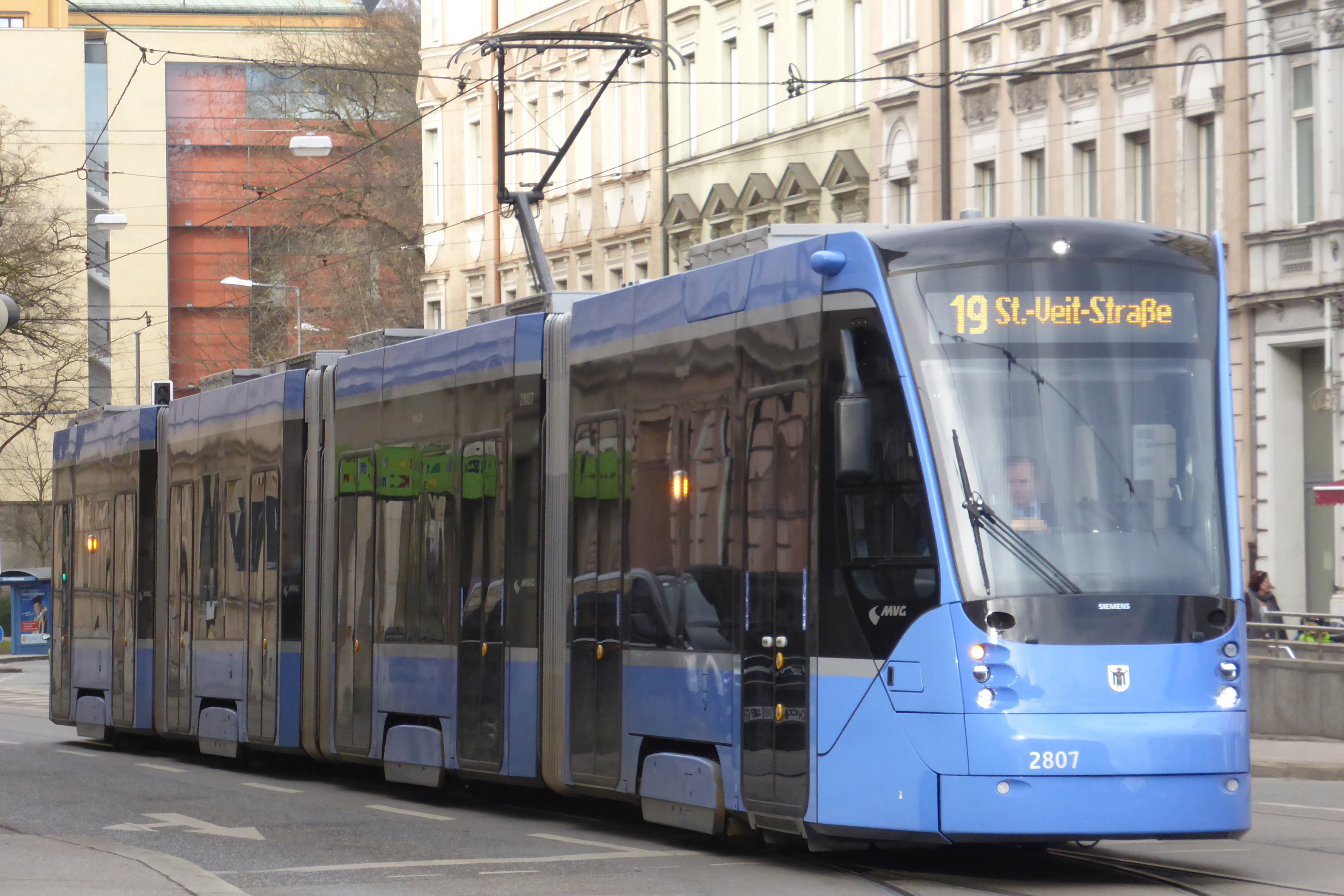
Tram Typ T

### Tram (Straßenbahn)
Das Münchner Straßenbahnnetz wird von der MVG betrieben, die die Verkehrsleistungen von den Stadtwerken München einkauft. Das Netz besteht aus 13 Tages- und 4 Nachtlinien, die auf einer Streckenlänge von 79 km 166 Haltestellen anfahren. Eingesetzt werden 114 Züge der Baureihen P, R2.2, R3.3, S und T.
Die Linie 25 verlässt als einzige Tramlinie das Münchner Stadtgebiet. Sie endet in Grünwald.

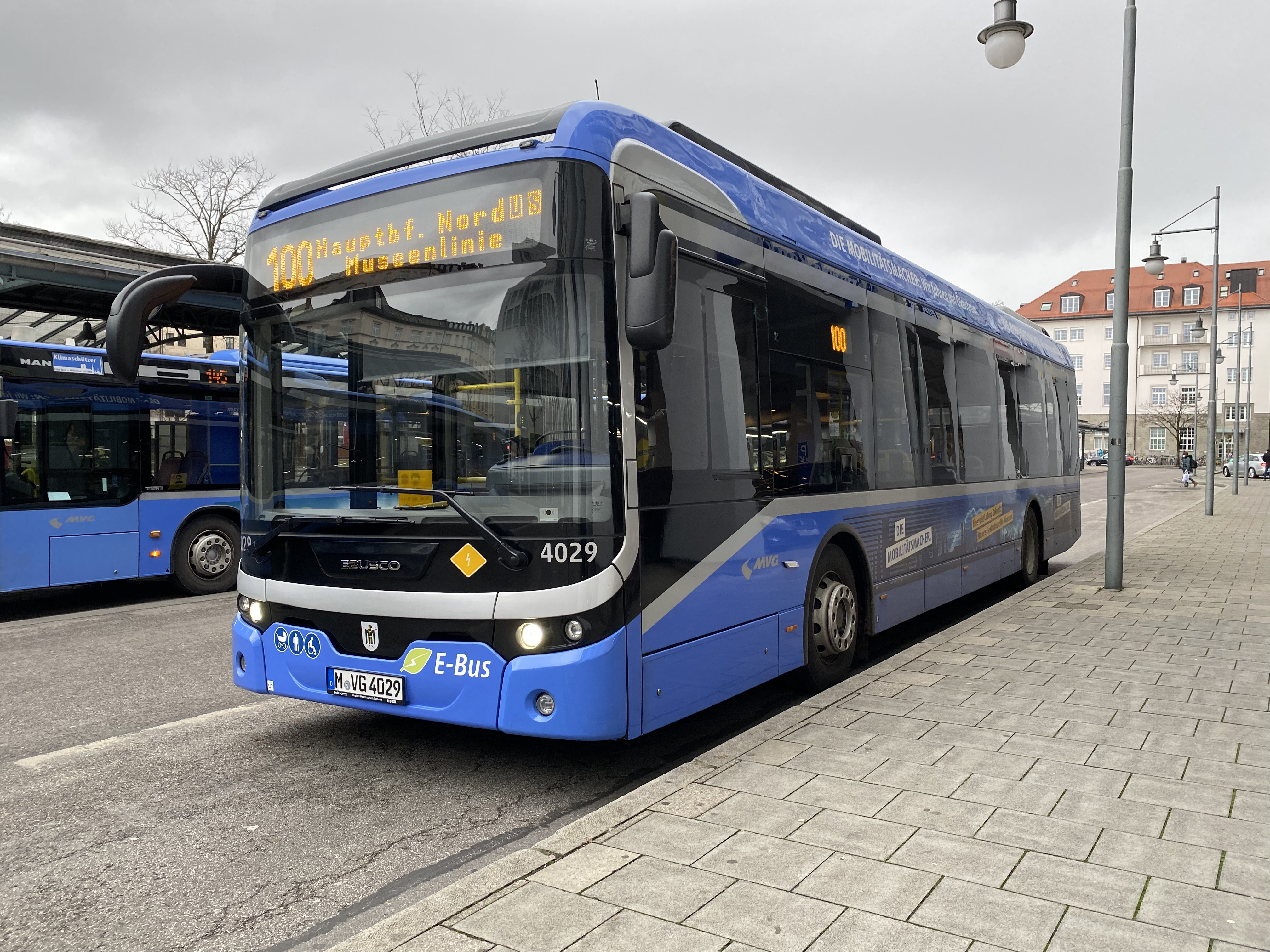
MVG-Stadtbus der Linie 100 am Ostbahnhof

### StadtBus
Das Münchner Busnetz wird von der MVG und ihren Subunternehmern (private Omnibusunternehmen) betrieben. Es besteht aus 69 Tages- und 12 Nachtlinien, die auf einer Streckenlänge von 467 km insgesamt 968 Bahnhöfe und Haltestellen anfahren. Eingesetzt werden dafür 309 MVG-eigene Busse (davon 67 Solobusse, 220 Gelenkbusse und 22 Buszüge mit Anhänger), und 195 Busse privater MVG-Partner. Im Busnetz sind 22 km eigene Busspuren ausgebaut.

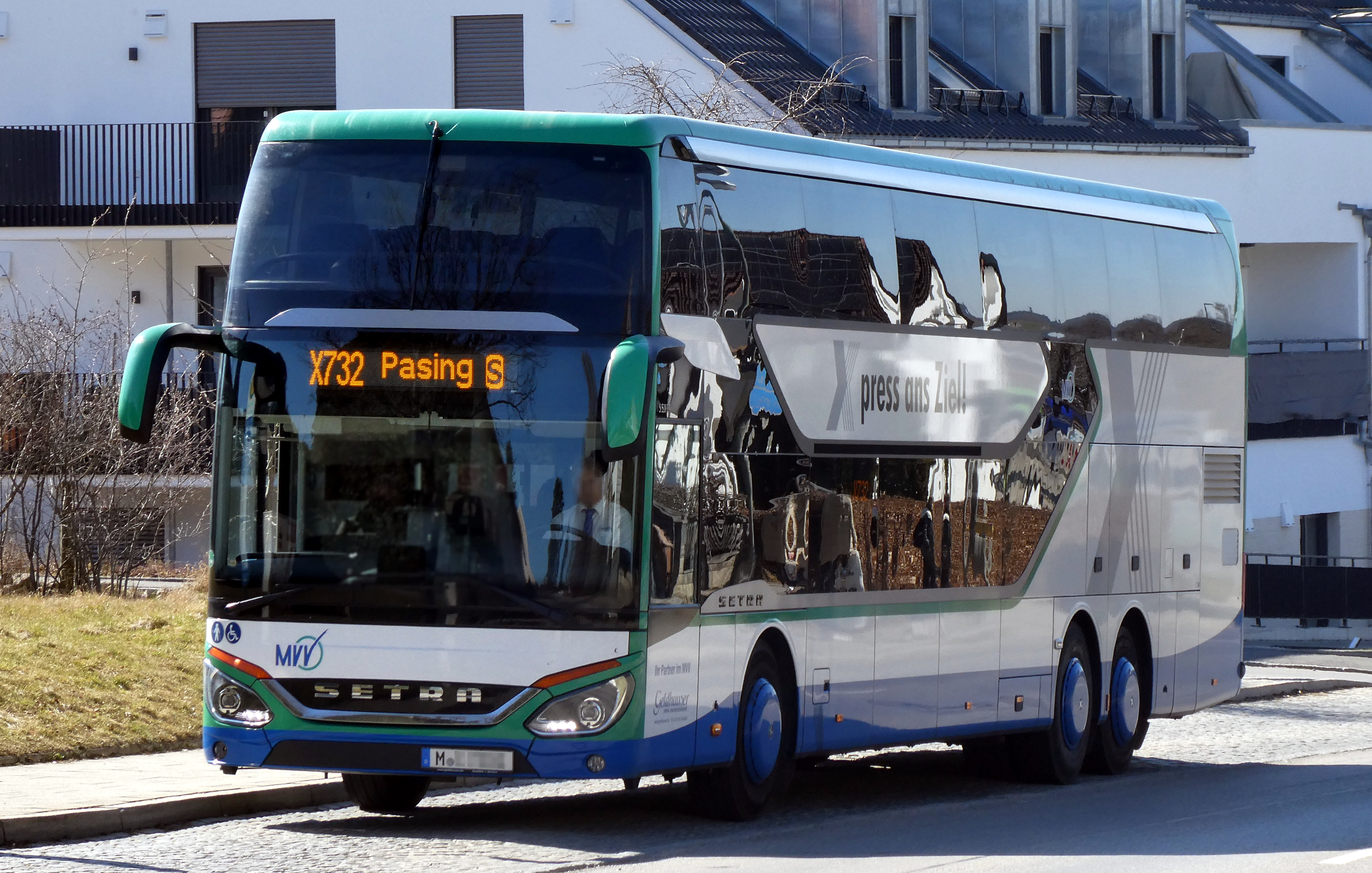
Setra S 531 DT von Geldhauser, auf der Expressbuslinie X732

### RegionalBus
Das Regionalbusnetz der MVV-Verbundlandkreise wird von der MVV GmbH organisiert, hat Stand Fahrplan 2025 eine Linienlänge von ca. 6000 Kilometern und wird von knapp 1000 Bussen befahren. Etwa 165 Linien kamen seitdem im Zuge der Verbundraumerweiterungen und weiteren Neuausschreibungen zu den 350 Linien hinzu. Im Gegensatz zum einheitlichen Blau der MVG-Fahrzeuge waren die Regionalbusse seit 2002 überwiegend grün-weiß-blau lackiert, wobei das Weiß-Blau für die Farben der bayerischen Rauten und die Farbe Grün für die Region steht. Der weiße Streifen an den Bussen trägt in der Regel einen Slogan des MVV. Zusammen mit dem neuen Logo wurde 2022 auch die Farbgebung für neue Regionalbusse angepasst.

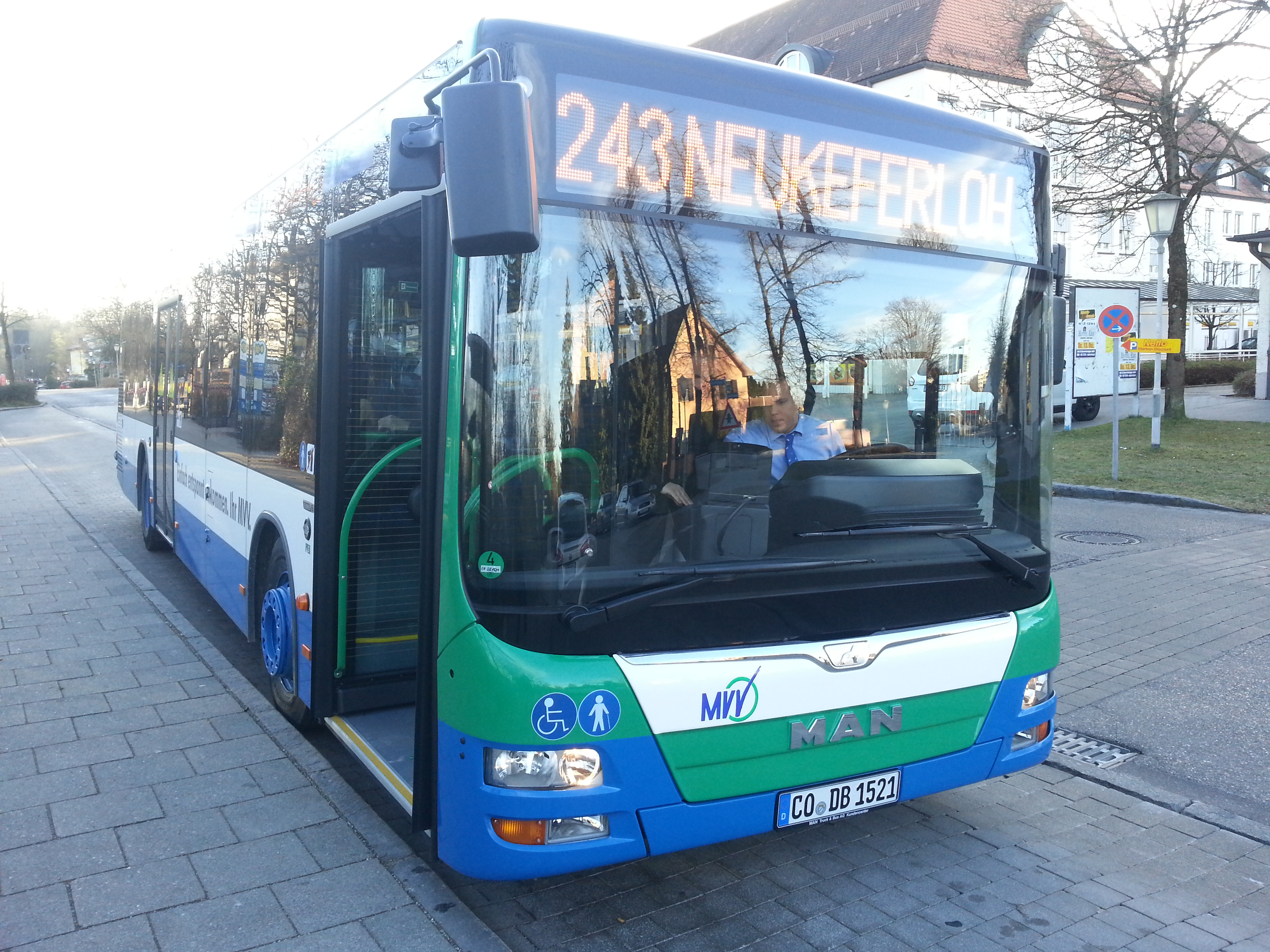
Regionalbus von DB Busverkehr Bayern

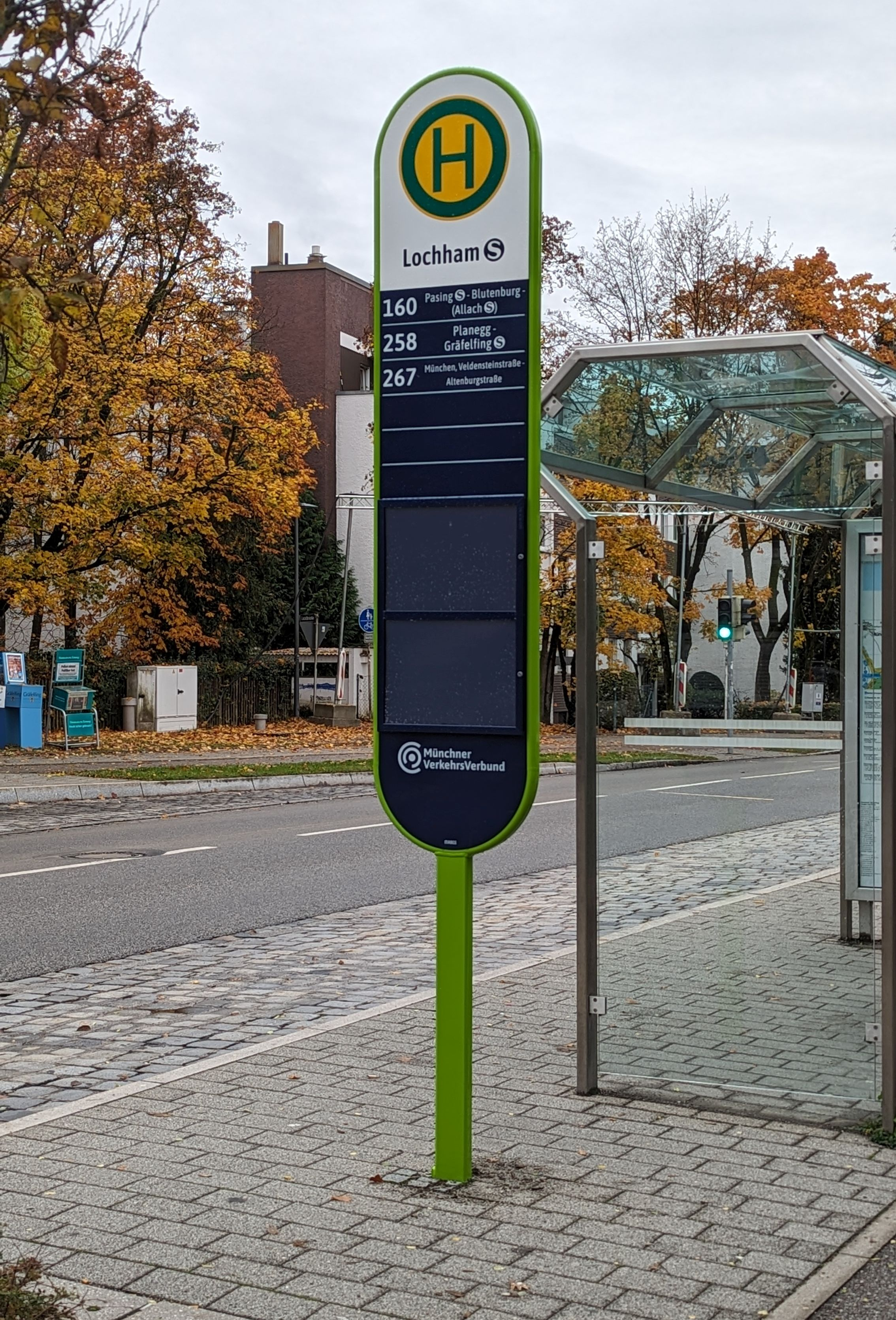
Ein MVV-Regionalbushaltestellenschild nach MVV-Qualitätsstandards

### Regionalzüge
Zum Tarifgebiet des MVV gehören auch einzelne Abschnitte von Regional-Express- und Regionalbahn-Linien, die seit 2020 einem landesweit einheitlichen Liniennummernsystem der Bayerischen Eisenbahngesellschaft unterliegen. Neun Regionalbahnlinien sind auf gesamter Länge zum MVV-Tarif nutzbar, dazu kommen 12 weitere RB- sowie 14 RE-Linien, die abschnittsweise in den MVV integriert sind.

#### Regional-Express (RE)
- RE 1: (Nürnberg Hbf – Ingolstadt Hbf –) Petershausen – München Hbf
- RE 2: (Hof Hbf – Landshut Hbf –) Moosburg – Freising – München Hbf
- RE 3: (Passau Hbf – Landshut –) Moosburg – Freising – München Hbf
- RE 4: (Simbach (Inn) – Mühldorf) – Dorfen – München Ost – München Hbf
- RE 5: (Salzburg Hbf – Freilassing –) Bernau am Chiemsee – Prien am Chiemsee – Rosenheim – München Ost – München Hbf
- RE 9: (Ulm Hbf – Augsburg Hbf –) München-Pasing – München Hbf
- RE 22: (Nürnberg Hbf – Regensburg Hbf – Landshut –) Moosburg – Freising – Flughafen München
- RE 25: (Praha hl.n. – Regensburg Hbf – Landshut –) Freising – München Hbf
- RE 61: (Mittenwald – Garmisch-Partenkirchen –) Weilheim – München-Pasing – München Hbf
- RE 70: (Lindau/Oberstdorf – Buchloe –) Kaufering – München-Pasing – München Hbf
- RE 72: (Memmingen – Buchloe –) Kaufering – München-Pasing – München Hbf
- RE 80: (Würzburg Hbf – Augsburg Hbf –) München-Pasing – München Hbf
- RE 89: (Aalen – Augsburg Hbf –) München-Pasing – München Hbf
- RE 96: (Lindau-Reutin – Buchloe –) München-Pasing – München Hbf

#### Regionalbahn (RB)
- RB 6: (Innsbruck Hbf (A) – Garmisch-Partenkirchen –) Huglfing – München-Pasing – München Hbf
- RB 16: (Nürnberg Hbf – Ingolstadt Hbf –) Petershausen – Dachau – München Hbf
- RB 33: (Landshut Hbf –) Moosburg – Langenbach – Marzling – Freising – München-Feldmoching – München-Moosach – München Hbf
- RB 40: (Mühldorf –) Dorfen – Markt Schwaben – München Ost – München Hbf
- RB 44: (Landshut Hbf – Mühldorf –) Soyen – Wasserburg (Inn) – Rosenheim
- RB 48: Wasserburg (Inn) – Edling – Forsting – Tulling – Steinhöring – Ebersberg – Grafing Stadt – Grafing Bahnhof – München Ost – München Hbf
- RB 52: Aschau (Chiemgau) – Prien am Chiemsee
- RB 54: Kufstein (A) – Rosenheim – Aßling – Grafing Bahnhof – München Ost – München Hbf
- RB 55: Bayrischzell – Holzkirchen – Solln – Donnersbergerbrücke – München Hbf
- RB 56: Lenggries – Holzkirchen – Solln – Donnersbergerbrücke – München Hbf
- RB 57: Tegernsee – Holzkirchen – Solln – Donnersbergerbrücke – München Hbf
- RB 58: Rosenheim – Kreuzstraße – Holzkirchen – Deisenhofen – Solln – Donnersbergerbrücke – München Hbf
- RB 60: (Pfronten-Steinach – Garmisch-Partenkirchen –) Huglfing – München-Pasing – München Hbf
- RB 65: Weilheim – Huglfing – Starnberg – München-Pasing – München Hbf
- RB 66: Kochel – Tutzing – Starnberg – München-Pasing – München Hbf
- RB 67: (Augsburg – Mering –) Schmiechen – Weilheim – Schongau
- RB 68: (Füssen – Buchloe –) Kaufering – München-Pasing – München Hbf
- RB 69: (Augsburg – Bobingen –) Klosterlechfeld – Kaufering – Landsberg (Lech)
- RB 74: (Buchloe –) Kaufering – Fürstenfeldbruck – München-Pasing – München Hbf
- RB 86: (Dinkelscherben – Augsburg –) Althegnenberg – Haspelmoor – Mammendorf – München-Pasing – München Hbf
- RB 87: (Donauwörth – Augsburg –) Althegnenberg – Haspelmoor – Mammendorf – München-Pasing – München Hbf

Die S-Bahn-Strecken Maisach–Mammendorf und Dachau–Altomünster waren vor Aufnahme des S-Bahn-Betriebs Regionalbahnlinien im MVV.
Seit Dezember 2015 gehören die Bahnstationen Forstinning, Edling und Wasserburg (Inn) Bahnhof ebenso zum Verbund. Die entstehenden Mindereinnahmen für die Südostbayernbahn in Höhe von 120.000 Euro pro Jahr muss der Landkreis Rosenheim aufbringen. Bis zum 14. Dezember 2024 waren außerdem die Bahnstationen Hörlkofen, Walpertskirchen, Thann-Matzbach und Dorfen der Bahnstrecke München–Simbach nicht in den MVV-Tarif integriert, obwohl sie im Landkreis Erding und damit im Verbundgebiet liegen.
Seit dem 10. Dezember 2017 sind die Regionalzuglinien wieder im Netzplan dargestellt.

### Weitere Verkehrsmittel
Ergänzend zu den MVV-Verkehrsmitteln verkehren in einigen Kreisen lokal organisierte und nicht mit dem MVV-Tarif nutzbare Buslinien. Diese sind teilweise sehr gut mit der S-Bahn verknüpft und ergänzen das Angebot zum MVV-Tarif. Diese Linien sind nicht in den elektronischen Auskunftsmedien enthalten.

## Fahrplanbereiche
Folgende Fahrplanbücher und -hefte erscheinen jährlich:
- MVV-Gesamtfahrplan | letzte Printausgabe für das Fahrplanjahr 2022 als Jubiläumsausgabe „50 Jahre MVV-Fahrplanbuch“
- MVV-Schnellbahnfahrplan (S-Bahn, Regionalzug, U-Bahn, MVG-Nachtlinien)| letzte Printausgabe für das Fahrplanjahr 2022
- MVV-Landkreisheft Bad Tölz-Wolfratshausen | gesamter Landkreis seit Fahrplanjahr 2024
- MVV-Landkreisfahrplan Dachau | letzte Printausgabe für das Fahrplanjahr 2023
- MVV-Landkreisfahrplan Ebersberg
- MVV-Landkreisfahrplan Erding | letzte Printausgabe für das Fahrplanjahr 2024[35]
- MVV-Landkreisfahrplan Freising
- MVV-Landkreisfahrplan Fürstenfeldbruck | letzte Printausgabe für das Fahrplanjahr 2023
- MVV-Landkreisfahrplan München (Südwest) | letzte Printausgabe für das Fahrplanjahr 2024[35]
- MVV-Landkreisfahrplan München (Nordost) | letzte Printausgabe für das Fahrplanjahr 2024[35]
- MVV-Landkreisheft Rosenheim | seit Fahrplanjahr 2024
- MVV-Landkreisfahrplan Starnberg

- MVV-Landkreisfahrplan Weilheim-Schongau | ab dem Fahrplanjahr 2025[35]
- MVV-Landkreisfahrplan Ostallgäu | ab dem Fahrplanjahr 2025[35]

- MVV-Minifahrpläne für alle RegionalBus-Linien im Landkreis München
- MVV-Minifahrpläne für alle RegionalBus-Linien im Landkreis Fürstenfeldbruck
- MVV-Minifahrpläne für alle RegionalBus-Linien im Landkreis Starnberg
- MVV-Minifahrpläne für alle RegionalBus-Linien im Landkreis Miesbach | seit Fahrplanjahr 2024
- diverse MVV-Gemeindefahrpläne

## Verkehrsunternehmen
Verkehrsunternehmen, die im Tarifgebiet des Münchner Verkehrsverbundes fahren, sind:
| Unternehmen | Gesellschafter                                        | Anmerkungen                                  |
| --- | ----------------------------------------------------- | -------------------------------------------- |
| agilis |                                                       | RE22 in Kooperation mit DB Regio             |
| Die Länderbahn (Marke: Alex)                                                                                    |                                                       |                                              |
| AmperBus |                                                       |                                              |
| Arverio Bayern                                                                                                  | Arverio Deutschland                                   |                                              |
| Autobus Oberbayern                                                                                              |                                                       | Subunternehmer Bussparte der MVG/SWM         |
| Baumann Busbetrieb                                                                                              |                                                       | Subunternehmer Bussparte der MVG/SWM         |
| Bayerische Oberlandbahn (Marke: Bayerische Regiobahn)                                                           | Transdev                                              |                                              |
| Bayerische Regiobahn                                                                                            | Transdev                                              |                                              |
| Bayernbus | Boos-Bus und Scharf (Hadersdorfer-Reisen bis 2024)    |                                              |
| Bergers Reisen                                                                                                  |                                                       | Subunternehmer Bussparte der MVG/SWM         |
| Berr Reisen |                                                       |                                              |
| Boos-Bus |                                                       |                                              |
| Brandstätter Omnibusunternehmen                                                                                 |                                                       |                                              |
| Busbetrieb Josef Ettenhuber                                                                                     |                                                       |                                              |
| Busservice Watzinger                                                                                            |                                                       | Subunternehmer Bussparte der MVG/SWM         |
| Busverkehr Südbayern (ehemals „Kraftverkehr Bayern“)                                                            | Autobus Oberbayern und Baumann-Busbetrieb (seit 2014) | Subunternehmer Bussparte der MVG/SWM         |
| DB Regio Bayern (DB Regio) Marken: S-Bahn München, Donau-Isar-Express, München-Nürnberg-Express, Werdenfelsbahn |                                                       |                                              |
| DB Regio Bus Bayern                                                                                             | DB Regio                                              |                                              |
| Demmelmair |                                                       |                                              |
| Dibiasibus |                                                       |                                              |
| Die Reisekutsche                                                                                                |                                                       | Subunternehmer Bussparte der MVG/SWM         |
| Edelweiß-Reisen Blumentritt                                                                                     |                                                       | Subunternehmer Bussparte der MVG/SWM         |
| Eduard Eisele                                                                                                   |                                                       | Landkreis Landsberg                          |
| Enzian Bustouristik                                                                                             |                                                       | Landkreis Weilheim-Schongau                  |
| Freisinger Parkhaus- und Verkehrsgesellschaft (PVG)                                                             | Eigenbetrieb der Stadt: Freisinger Stadtwerke         |                                              |
| Gottfried-Rainer-Taxi                                                                                           |                                                       |                                              |
| Griensteidl | Transdev                                              | Subunternehmer Bussparte der MVG/SWM         |
| Hadersdorfer-Reisen                                                                                             |                                                       | Subunternehmer Bussparte der MVG/SWM         |
| Hollinger |                                                       |                                              |
| Hövels |                                                       |                                              |
| Kistler-Bustouristik                                                                                            |                                                       |                                              |
| Knab-Omnibusse                                                                                                  |                                                       |                                              |
| Larcher Touristik                                                                                               |                                                       |                                              |
| Martin Geldhauser Omnibusunternehmen                                                                            |                                                       | teilweise als Bietergemeinschaft mit dem RVO |
| Münchner Linien                                                                                                 | Autobus Oberbayern und Stadtwerke München             | Subunternehmer Bussparte der MVG/SWM         |
| Münchner Verkehrsgesellschaft (MVG)                                                                             | Eigenbetrieb der Stadt: Stadtwerke München (SWM)      | U-Bahn, Straßenbahn München, Stadtbusse      |
| Omnibus Neumeyr                                                                                                 |                                                       |                                              |
| Omnibus Rauner                                                                                                  |                                                       |                                              |
| Omnibusbetrieb Fritz Meier                                                                                      |                                                       | Landkreis Landsberg                          |
| Omnibusbetrieb Novak                                                                                            |                                                       | Subunternehmer Bussparte der MVG/SWM         |
| Omnibusunternehmen Johann Wiesheu                                                                               |                                                       |                                              |
| Omnibusunternehmen Siegfried Schilcher                                                                          |                                                       |                                              |
| Omnibusverkehr Reisberger                                                                                       |                                                       |                                              |
| Omny |                                                       |                                              |
| Regionalbus Augsburg (RBA)                                                                                      |                                                       | Landkreis Landsberg                          |
| Regionalbus Ostbayern (RBO)                                                                                     | DB Regio                                              | einbrechende Linien aus dem Lkr. Mühldorf    |
| Regionalverkehr Allgäu (RVA)                                                                                    | DB Regio                                              | einbrechende Linien aus dem Lkr. Ostallgäu   |
| Regionalverkehr Oberbayern (RVO)                                                                                | DB Regio                                              |                                              |
| Verkehrsgesellschaft Kirchweihtal GmbH                                                                          |                                                       | einbrechende Linien aus dem Lkr. Ostallgäu   |
| Scharf |                                                       |                                              |
| Schneider Reisen                                                                                                |                                                       | Landkreis Landsberg                          |
| Stadtbus Kolbermoor                                                                                             |                                                       |                                              |
| Stadtwerke Dachau Verkehrsbetrieb                                                                               | Eigenbetrieb der Stadt: Stadtwerke Dachau             |                                              |
| Stadtwerke Weilheim in Oberbayern                                                                               |                                                       | Landkreis Weilheim-Schongau                  |
| Stanglmeier-Touristik                                                                                           |                                                       |                                              |
| Südostbayernbahn                                                                                                |                                                       |                                              |
| Taxi- und Mietwagen Manfred Lechner                                                                             |                                                       |                                              |
| Taxiunternehmen Pawelczyk                                                                                       |                                                       |                                              |
| VBR – Verkehrsbetriebe und Servicegesellschaft                                                                  | Autobus Oberbayern (seit 2014)                        |                                              |
| Verkehrsgesellschaft Kirchweihtal                                                                               |                                                       | einbrechende Linien aus dem Lkr. Ostallgäu   |
| Verkehrsgesellschaft Rosenheim                                                                                  |                                                       |                                              |
| Waibel-Bus | deubus AG                                             |                                              |
| Weingartner Reisen                                                                                              |                                                       |                                              |
| Willy Schnappinger                                                                                              |                                                       | Landkreis Landsberg                          |
| Z Mobility Werner Ziegelmeier                                                                                   |                                                       | Landkreis Landsberg                          |

## Gesellschafter
Gesellschafter der Münchner Verkehrs- und Tarifverbund GmbH (MVV) sind derzeit der Freistaat Bayern, die Landeshauptstadt München sowie die Landkreise Bad Tölz-Wolfratshausen, Dachau, Ebersberg, Erding, Freising, Fürstenfeldbruck, Landsberg am Lech, München, Starnberg und Weilheim-Schongau.

## Tarifsystem

### Bartarif

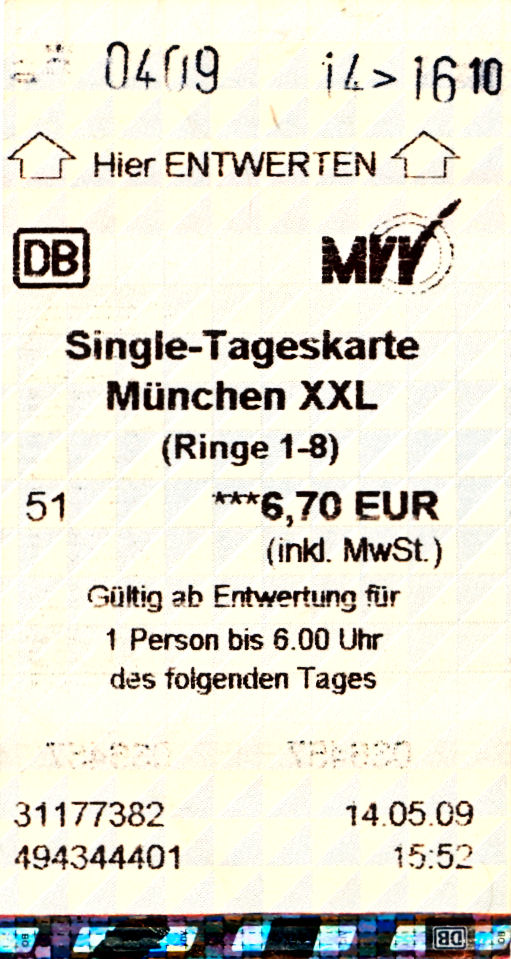
Automaten-Tageskarte (2009)

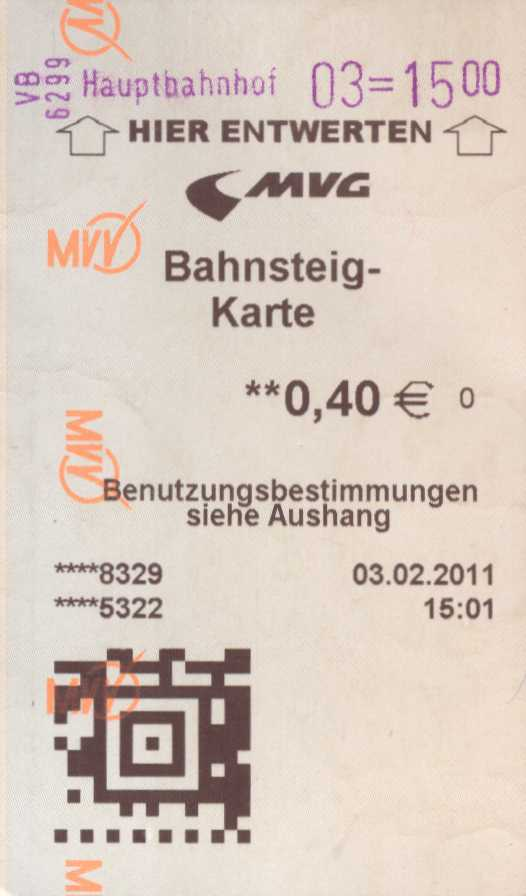
Die Bahnsteigkarten wurden am 1. August 2019 abgeschafft.

Im Bartarif können Einzel-, Mehrfahrten- und Tageskarten gekauft werden. Daneben gibt es in Kooperation mit bestimmen Veranstaltern Kombitickets, die gleichzeitig als Eintrittskarte und als MVV-Fahrschein gelten. Für Kinder und Jugendliche gelten ermäßigte Fahrpreise. Das Netzgebiet ist seit der Tarifreform am 15. Dezember 2019 einheitlich in Zonen eingeteilt.
Seit dem 15. Dezember 2013 können Einzelfahrkarten (auch Streifenkarten und Kurzstrecken-Tickets) und Tageskarten als HandyTicket und Tageskarten vorab online als PrintTicket gekauft werden.

### Zeitkartentarif
Für regelmäßige Nutzer des MVV gibt es eine Zeitkarte namens „IsarCard“. Sie ist seit Dezember 2013 mit flexibler Geltungsdauer, d. h., die Karte gilt ab dem vom Kunden gewählten Datum 7 Tage (Wochenkarte) oder einen Monat (Monatskarte) – z. B. eine Wochenkarte, die am Mittwoch gekauft wurde, gilt bis darauffolgenden Mittwoch, 12.00 Uhr. Eine Monatskarte, die am 13. des Monats gekauft wurde, gilt bis zum 13. des Folgemonats, 12:00 Uhr. Die Monatskarten IsarCard, IsarCard60 und IsarCard9Uhr können im Jahresabonnement für zwölf Kalendermonate günstiger bezogen werden. Monatszeitkarten für Schüler, Auszubildende und Studenten (Ausbildungstarif) sowie Firmentickets als IsarCardJob bei einer Mindestabnahme von 100 Tickets pro Jahr mit zwölfmonatiger Geltungsdauer je Firma sind ebenfalls erhältlich. Daneben gibt es spezielle Angebote für Senioren (IsarCard 60) und für jedermann (IsarCard9Uhr), die werktags erst nach dem morgendlichen Berufsverkehr gelten (Mo–Fr ab 9:00 Uhr). Zudem gibt es im MVV-Raum seit der Tarifreform im Dezember 2019 ein einheitlicher Sozialtarif, die sogenannte IsarCard S.
Auch im Zeitkartentarif gilt seit dem 15. Dezember 2019 eine einheitliche Zoneneinteilung.
Seit Juni 2020 werden auch Zeitkarten über den Handyticket-Shop des MVV in der MVV-App verkauft.

### Semesterticket
Seit 1992 gibt es Verhandlungen über ein Semesterticket in München. Nachdem die Einführung eines Sockelmodells immer wahrscheinlicher wurde, erklärte der MVV im Juli 2008 die Verhandlungen für gescheitert. Da der Anteil der MVV-Fahrer unter den Studenten in München ohnehin schon sehr hoch war und nicht mit ausreichend hohen Fördergeldern vom Freistaat Bayern zu rechnen war, wäre ein Semesterticket im Vergleich mit anderen Städten nur relativ teuer umzusetzen gewesen. Somit blieb München die einzige große deutsche Universitätsstadt ohne ein eigenes Semesterticket für Studenten.
Nach Protesten und einem offenen Brief, welcher gemeinsam vom Studentenwerk, sowie der Präsidenten und studentischen Vertretungen der drei großen Hochschulen Münchens verfasst wurde, konnten Ende Januar 2009 die Verhandlungen vorerst wieder aufgenommen werden. Vom 23. November bis 4. Dezember 2009 konnten die Studenten der LMU, der TU und der Hochschule München über das Semesterticket online abstimmen. Zwar stimmten an der TU 82,5 % und an der HM 65,5 % der Studenten für das Semesterticket, jedoch fand sich an der LMU mit 47,9 % keine Mehrheit für das angebotene Modell.
Vom 21. November bis 2. Dezember 2012 stimmten die Studenten erneut über die Einführung eines Semestertickets ab. Bei dieser zweiten Urabstimmung fiel das Votum mit 86,3 % (LMU 81,5 %, TU 90,7 %, HM 87,9 %) deutlich für das Semesterticket aus. Im Wintersemester 2013/14 wurde das Modell eingeführt.
Vom 2. bis zum 9. November 2016 fand eine zweite Urabstimmung statt, bei der über die langfristige Weiterführung des Semestertickets abgestimmt wurde. An der Abstimmung beteiligten sich 80.944 Studierende von LMU, TUM und HM, was einer Wahlbeteiligung von insgesamt 68,6 % entspricht. 96,7 % der Studierenden sprachen sich für die langfristige Weiterführung aus. Auf dieser Basis wurde ein Vertrag abgeschlossen, der das Semesterticket bis Frühjahr 2022 ermöglicht.

### 365-Euro-Ticket für Schüler und Auszubildende
Am 6. Dezember 2019 beschloss die Gesellschafterversammlung des MVV die Einführung eines verbundweiten 365-Euro-Tickets MVV für Schüler und Auszubildende. Das Ticket wird nun seit August 2020 angeboten. Der Freistaat Bayern wird zwei Drittel der Mindergebühren übernehmen, den Rest teilen sich die neun weiteren Gesellschafter (die Verbundlandkreise und die Stadt München).
Zunächst für einen Pilotzeitraum von drei Jahren können rund 360.000 Schüler und Auszubildende mit dem Ticket für einen Euro pro Tag beliebig oft die Busse und Bahnen im gesamten MVV-Raum nutzen. Ihre Schule bzw. Ausbildungsstelle oder ihr Wohnort muss im Geltungsbereich des MVV-Tarifgebietes liegen. Berechtigt, das neue 365-Euro-Ticket MVV zu nutzen, sind neben Schülern öffentlicher, staatlich anerkannter privater und berufsbildender Schulen, unter anderem auch Auszubildende, Bundesfreiwilligendienstleistende sowie Teilnehmer an einem Freiwilligen Sozialen oder Ökologischen Jahr.
Die Fahrkarte wird als Jahresticket mit monatlicher (10 × 36,50 Euro) oder jährlicher Zahlweise (1 × 365 Euro) ausgegeben.

## Tarifreform 2019
Mit Wirkung zum 15. Dezember 2019 trat die neue Tarifreform in Kraft.
Dadurch wurde die Aufteilung des Streckennetzes erheblich verändert. Die bisher für die Zeitkarten gültigen Ringe (1–16) und die alten Zonen (weiß, grün, gelb, rot) entfielen vollständig. Stattdessen gibt es sieben neue Zonen (Zone M und Zonen 1 bis 6). Dabei schließt die Zone M das komplette Stadtgebiet München sowie einige angrenzende Gemeinden ein, innerhalb der Landeshauptstadt gibt es also keine Tarifgrenzen mehr. Die Zonen 1 bis 6 sind ringförmig um die Zone M angelegt und beinhalten nur Gemeinden außerhalb des Stadtgebietes.
Nach der Tarifreform kam es zu starkem Andrang an den Kundencentern. Am Nachmittag des 30. Dezember 2019 warteten am Hauptbahnhof und Marienplatz jeweils 500 Menschen auf eine Beratung, laut MVG-Sprecher eine Rekordzahl.
Durch die ab Dezember 2023 in Kraft tretende Ausweitung des Verbundgebietes wurden die Tarifzonen 7–12 neu hinzugefügt.

### Die wichtigsten Neuerungen und Umstellungen
- Mehrfach durchfahrene Zonen werden nur noch einmal gezählt.
- Während es früher nur wenige Haltestellen gab, welche 2 Preiszonen zugeordnet wurden, gibt es nun große Überlappungsbereiche; je nach Fahrtrichtung ist die für den Fahrgast preisgünstigere Zone zu lösen.
- Die 3-Tageskarte Innenraum wurde abgeschafft, alle weiteren Ticketarten (Tagestickets, Wochen- und Monatskarten, Streifenkarten etc.) an die neue Zoneneinteilung angepasst.
- Für Jugendliche unter 21 Jahren gibt es die neue U21-Streifenkarte; diese ist – mit Ausnahme der Kurzstrecke – auf die gleiche Art zu entwerten, wie die Erwachsenen-Streifenkarte, die U21-Streifenkarte ist jedoch mit 7,70 € zum Einführungszeitpunkt nur gut halb so teuer. Für Kurzstrecken müssen Jugendliche entweder 2 Streifen der U21-Karte oder 1 Streifen der Erwachsenen-Streifenkarte lösen. Eine Einzelfahrkarte für die Kurzstrecke kostet 1,70 €.
- Die Altersgrenze für Senioren wurde auf 65 Jahre angehoben, der MVV folgt hier dem demografischen Wandel. Für Senioren zwischen 60 und 65 gibt es Übergangstarife. Zugleich wurde der vielfach geäußerten Forderung entsprochen, die Sperrzeit für dieses Ticketangebot aufzuheben.
- Zeitkarten können auch für nur eine Zone erworben werden (dies entspricht häufig den früher mindestens erforderlichen 2 Ringen). Allerdings ist die Wahl „1 Außenraum-Zone“ bei den meisten Zeitkarten preisgleich mit der Wahl „2 Außenraum-Zonen“.
- Die Höchstfahrzeiten bei Einzelkarten wurden verkürzt: 2 Stunden für die Zone M oder zwei Zonen außerhalb dieser Zone; 3 Stunden ab 3 Zonen bzw. für den Geltungsbereich M1-M6; 1 Stunde bei Kurzstrecke; Umsteigen und Fahrtunterbrechungen sind möglich im Rahmen der Höchstfahrzeit; Rück- und Rundfahrten sind wie bisher nicht möglich.
- Streifenkarte:
  - Bei Fahrten in der Zone M sind zwei Streifen und für jede zusätzliche Zone ein weiterer zu entwerten.
  - Bei Fahrten außerhalb der Zone M sind für ein oder zwei Zonen zwei Streifen, für jede weitere Zone ein weiterer Streifen zu entwerten.

### Gültigkeit von Tickets

#### Allgemein
Alte, unverbrauchte Karten konnten bis zum 31. März 2020 kostenfrei umgetauscht oder erstattet werden. Seither fällt eine Gebühr von 2,- Euro hierfür an (pro Erstattungsvorgang).

#### Kundenkarte Ausbildungstarif
Sie verlor mit Wirkung zum 31. Dezember 2019 ihre Gültigkeit und musste gegen eine neue Kundenkarte mit neuer Kontrollnummer eingetauscht werden.

#### Grüne Jugendkarte
Sie heißt zukünftig „Ausbildung PlusCard“. Der Ausbildungstarif kann mit ihr zonengenau erweitert werden. Als preisgünstige Alternative bietet sich zudem das neue „365-Euro-Ticket“ an. Ausbildungstarif und Ausbildung PlusCard sind aber weiterhin erhältlich.

#### IsarCard65
Das Alter für Seniorentickets wird auf 65 Jahre angehoben. Die bisherige Sperrzeitregelung entfällt. Es gibt jedoch eine Übergangsregelung für Kunden unter 65, die bereits eine IsarCard 60 im Abo nutzen: Sie kann weiterhin genutzt werden, allerdings weiterhin nur mit der Sperrzeitregelung (Mo–Fr zwischen 6 und 9 Uhr sind keine Fahrten zugelassen). Die Sperrzeit gilt auch bei Nutzung einer übertragbaren IsarCard 60 durch eine über 65 Jahre alte Person. Die Tarife werden auf die neuen umgestellt.

#### IsarCard S / Sozialticket
Das Sozialticket ist ab sofort als IsarCard S an allen Ticketautomaten und Verkaufsstellen für jede Tarifzone frei wählbar preisgestaffelt erhältlich. Zur Nutzung benötigen Berechtigte zusätzlich einen neu ausgestellten München-Pass bzw. in den Landkreisen den jeweiligen Landkreis-Pass.

#### MVV-Semesterticket
Keine Änderungen. Das Semesterticket ist weiterhin im gesamten Verbundraum gültig.

#### IsarCard Job
Keine strukturellen Änderungen, lediglich Anpassung an die neue Zonenlogik.

### Finanzierung
Die Tarifreform wird von der Landeshauptstadt München, dem Freistaat Bayern sowie den acht Verbundlandkreisen zunächst mit rund 70 Millionen Euro pro Jahr bezuschusst. Man erhofft sich dadurch einen vermehrten Umstieg auf den ÖPNV durch die Bürger.

## Pilotprojekt eTarif im MVV
Gemeinsam mit seinen Partnern startete der MVV am 20. Oktober 2020 das Pilotprojekt „SWIPE + RIDE“ zum elektronischen Tarif. Dabei handelt es sich um einen neuen digitalen Tarifansatz speziell für Gelegenheitsfahrer, bei dem der Fahrpreis auf Basis der Luftlinien-Entfernung nach der Fahrt automatisch von einer App ermittelt und abgerechnet wird. Innerhalb des 24-monatigen Pilotzeitraumes werden ein elektronischer Tarif für den MVV-Raum und dessen smartphonebasierter Vertrieb getestet. Die grundlegenden Prinzipien dabei: Eine einfache Anwendung und ein fair gestalteter Fahrpreis. Das Projekt endete zum 9. Dezember 2023. Die Registrierung war bis zum 1. November 2023 möglich.
Partner des Pilotprojektes „SWIPE + RIDE“ des MVV sind neben dem Freistaat Bayern die Landeshauptstadt München, die Landkreise Bad Tölz-Wolfratshausen, Dachau, Erding, Ebersberg, Freising, Fürstenfeldbruck, München und Starnberg sowie die Münchner Verkehrsgesellschaft (MVG), die S-Bahn München und die BRB.
Elektronischer Tarif und Vertrieb
Der elektronische Tarif, der im Pilotprojekt eTarif im MVV getestet wird, wurde für Kunden entwickelt, die nur gelegentlich mit Bus und Bahn im MVV-Gebiet unterwegs sind. Der Fahrpreis wird dabei auf Basis der Luftlinien-Entfernung zwischen Start und Ziel berechnet. Für jede Fahrt fällt ein Grundpreis an, dazu kommt ein Entfernungspreis je angefangenem gefahrenen Luftlinien-Kilometer.
Der „Tagesdeckel“, ein Höchstpreis pro Tag, dient als Kostenkontrolle für die Pilotkunden, egal wie oft sie an einem Tag mit dem ÖPNV fahren. Pilotnutzer, die in einem Monat häufiger mit dem eTarif fahren, erhalten darüber hinaus eine Gutschrift für den nächsten Monat.
Die gesamte Abwicklung – vom Fahrkartenkauf bis hin zur Abrechnung – erfolgt smartphonebasiert. Elektronischer Tarif und digitaler Vertrieb greifen dabei nahtlos ineinander.
Lernprojekt „SWIPE + RIDE“
Das Vorhaben „SWIPE + RIDE“ ist als Lernprojekt angelegt mit dem Ziel, einen optimalen elektronischen Tarif für die Nutzer im MVV-Raum zu entwickeln. Die Preisparameter werden im Laufe des Projektes variieren und eng von der Marktforschung begleitet. Aus den Ergebnissen dieser Marktforschung sollen weitere Verbesserungen des eTarifs abgeleitet werden.